# Tengen (go)
Pour les articles homonymes, voir Tengen.
Le Tengen (天元戦) est le nom de l'un des principaux tournois japonais de jeu de go. Il a pour équivalent le Tianyuan en Chine et le Chunwon en Corée du Sud. Le vainqueur du titre remporte 13 000 000 ¥ (environ 98 000 € en novembre 2017). Il a lieu pour la première fois en 1975 à la suite de la fusion des championnats de la Nihon Ki-in et de la Kansai Ki-in.

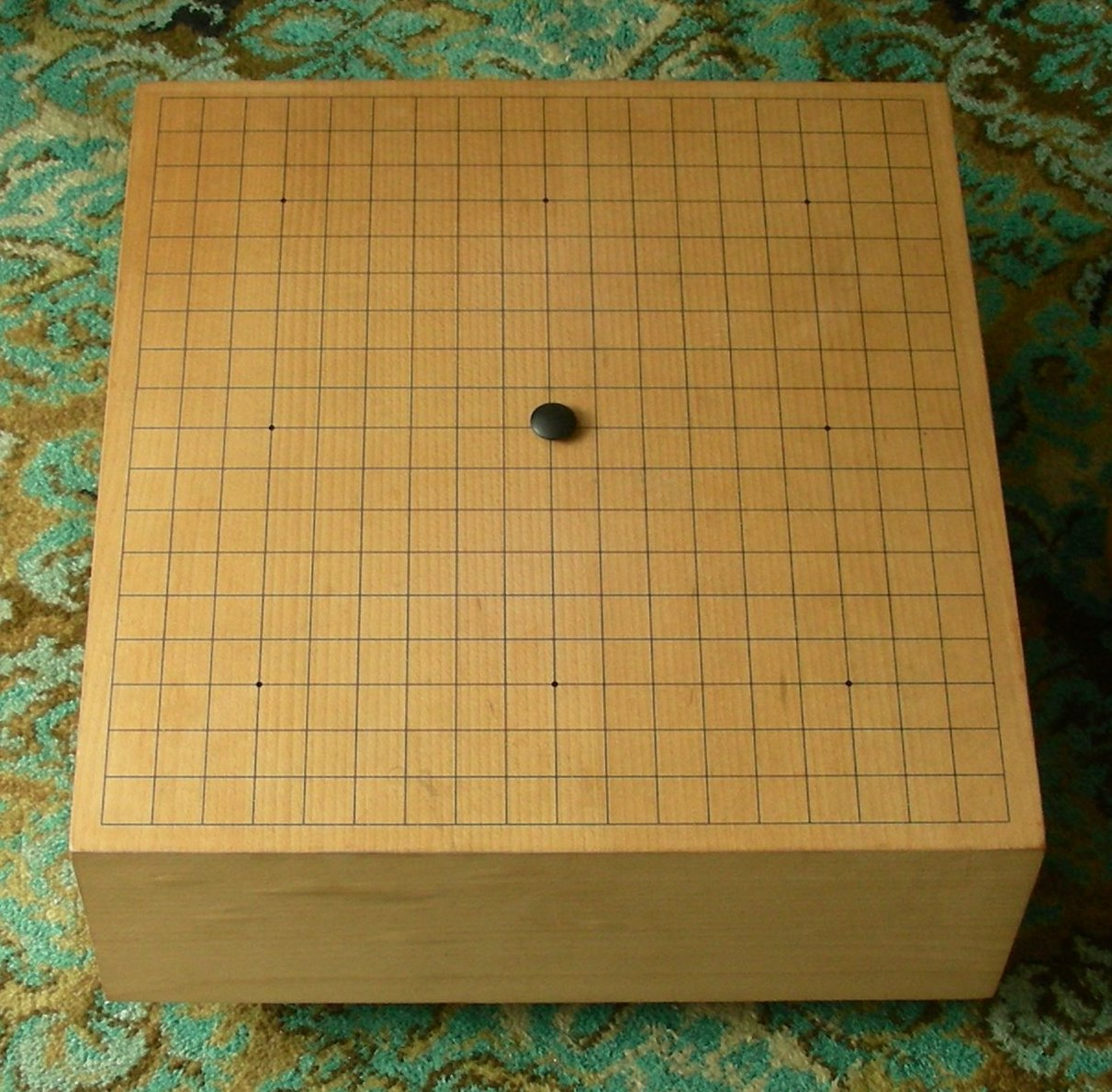
Une pierre posée sur le point tengen

Le nom de ce tournoi vient du mot tengen (天元, tengen en japonais, tianyuan en chinois, littéralement centre du ciel), qui  désigne le point central d'un goban, le plateau traditionnel sur lequel on joue au go.

## Promotions des joueurs
Depuis 2003 les joueurs de la Nihon Ki-in peuvent recevoir des promotions en fonction de leurs résultats lors du tournoi Tengen.
- Promotion 7e dan : se qualifier pour la finale du titre.
- Promotion 8e dan : remporter le titre.
- Promotion 9e dan : remporter le titre deux fois.

## Vainqueurs
| Année | Joueur              |
| ----- | ------------------- |
| 1975  | Fujisawa Hideyuki   |
| 1976  | Kobayashi Koichi    |
| 1977  | Shimamura Toshihiro |
| 1978  | Kato Masao          |
| 1979  | Kato Masao          |
| 1980  | Kato Masao          |
| 1981  | Kato Masao          |
| 1982  | Kataoka Satoshi     |
| 1983  | Kataoka Satoshi     |
| 1984  | Ishida Yoshio       |
| 1985  | Kobayashi Koichi    |
| 1986  | Kobayashi Koichi    |
| 1987  | Cho Chikun          |
| 1988  | Cho Chikun          |
| 1989  | Rin Kaiho           |
| 1990  | Rin Kaiho           |
| 1991  | Rin Kaiho           |
| 1992  | Rin Kaiho           |
| 1993  | Rin Kaiho           |
| 1994  | Ryu Shikun          |
| 1995  | Ryu Shikun          |
| 1996  | Ryu Shikun          |
| 1997  | Kudo Norio          |
| 1998  | Kobayashi Koichi    |
| 1999  | Kobayashi Koichi    |
| 2000  | Ryu Shikun          |
| 2001  | Hane Naoki          |
| 2002  | Hane Naoki          |
| 2003  | Hane Naoki          |
| 2004  | Yamashita Keigo     |
| 2005  | Kono Rin            |
| 2006  | Kono Rin            |
| 2007  | Kono Rin            |
| 2008  | Cho U               |
| 2009  | Yamashita Keigo     |
| 2010  | Yuki Satoshi        |
| 2011  | Iyama Yuta          |
| 2012  | Iyama Yuta          |
| 2013  | Iyama Yuta          |
| 2014  | Takao Shinji        |
| 2015  | Iyama Yuta          |
| 2016  | Iyama Yuta          |
| 2017  | Iyama Yuta          |
| 2018  | Iyama Yuta          |
| 2019  | Iyama Yuta          |
| 2020  | Ichiriki Ryo        |
| 2021  | Seki Kotaro         |
| 2022  | Seki Kotaro         |
| 2023  | Ichiriki Ryo        |